# STMicroelectronics
STMicroelectronics — европейская полупроводниковая компания, один из крупнейших производителей полупроводниковых электронных и микроэлектронных компонентов.
Формально компания STMicroelectronics N.V. зарегистрирована в Амстердаме (Нидерланды), фактический операционный центр находится в Женеве (Швейцария). Компания была образована в 1987 году слиянием итальянской и французской полупроводниковых компаний.

## История
В 1957 году итальянская компания Olivetti создала подразделение по производству полупроводников Société Generale Semiconductor (SGS Microelettronica) и приобрела лицензию на производство микросхем у Fairfield Semiconductor. К концу SGS Microelettronica начало приносить большие убытки и был передано правительству Италии, которое сделало его подразделением оборонной компании Finmeccanica. В 1980 году подразделение возглавил Паскуале Писторио (Pasquale Pistorio), в прошлом вице-президент Motorola. К 1983 году SGS Microelettronica начало приносить прибыль, но оставалось незначительным игроком на мировом рынке. Под руководством Писторио подразделение начало осваивать узкоспециализированные ниши полупроводниковой промышленности, такие как система на кристалле, микросхемы памяти EPROM и EEPROM.
В 1968 году во Франции было проведено объединение компаний Thomson-Brandt и Compagnie Generale de Telegraphie San Fils, в результате образовалось государственное предприятие Thomson-CSF. Оно стало крупнейшим в Европе производителем полупроводников, но намного уступало американским и японским компаниям. В 1986 году была куплена американская компания Mostek.
Партнёрство между Thomson-CSF и SGS Microelettronica началось в середине 1980-х годов, а в июле 1987 года они были объединены в компанию SGS Thomson; её возглавил Писторио. Первый год работы компания закончила с убытком 200 млн долларов на выручку 850 млн; основными проблемами были большой долг (670 млн долларов) и избыточные производственные мощности — 22 завода, большинство из них сильно устаревшие. Вскоре 7 заводов были закрыты и началось строительство нового в Гренобле. Компания начала производить автомобильную электронику, а в 1989 году был заключён крупный контракт с Nokia на поставки микросхем управления питанием для мобильных телефонов. Также в 1989 году была куплена британская компания Inmos, известная транспьютерными микропроцессорами. В 1990 году компания представила на рынок процессор для распаковки видео в формате MPEG, а в 1993 году — мультимедийный чип для цифрового телевидения. В то же время компания вышла в мировые лидеры по производству микросхем EPROM и EEPROM, которые использовались, в частности, в смарт-картах.
В 1993 году SGS Thomson освоила техпроцесс 0,5 микрон, на то время самый передовой, что позволило начать выход на мировой рынок (до этого на Европу приходилось более половины выручки). Также в 1993 году правительства Италии и Франции выделили компании 1 млрд долларов на сокращение долга и начали подготовку к приватизации. В 1994 году акции SGS Thomson были размещены на фондовых биржах Нью-Йорка и Парижа. В конце 1990-х годов были открыты заводы в Китае, Италии, Франции и Сингапуре. В 1998 году Thomson продала свою долю в SGS Thomson, и компания сменила название на STMicroelectronics; в том же году акции были размещены на Итальянской бирже в Милане. Развитие компании проходило также и за счёт поглощений, таких, как Metaflow Technologies (США, 1997 год, процессоры), подразделение жёстких дисков компании Adaptec (1999 год), подразделение по производству полупроводников компании Nortel Networks (2000 год), микроэлектронное подразделение Alcatel (2002 год). К началу 2000-х годов STMicroelectronics входила в пятёрку крупнейших полупроводниковых компаний мира.
В 2005 году STMicroelectronics по сумме продаж занимала пятое место в мире после Intel, Samsung, Texas Instruments и Toshiba, оставив позади компании Infineon, Renesas Electronics, NEC, NXP, и Freescale.
В 2007 году была куплена американская компания Genesis Microchip, производитель микросхем для обработки видео. В 2008 году Western Digital объявила о покупке подразделения STMicroelectronics NV по производству контроллеров НЖМД.

## Собственники и руководство
Акции компании котируются на Нью-Йоркской фондовой бирже, парижской площадке биржи Euronext и Итальянской фондовой бирже. Крупнейшим акционером является холдинговая компания STMicroelectronics Holding NV (27,53 % акций). Среди других акционеров американские инвестиционные группы BlackRock (2,85 %), The Vanguard Group (2,46 %), Capital Research & Management Co. (2,44 %) и Государственный пенсионный фонд Норвегии (1,59 %).
- Маурицио Таманьини (Maurizio Tamagnini) — председатель наблюдательного совета с 2020 года, член совета с 2014 года. Также генеральный директор итальянской инвестиционной компании FSI SGR (частично контролируемой государственным банком Cassa Depositi e Prestiti).
- Жан-Марк Шери (Jean-Marc Chery, род. в 1960 году) — президент и генеральный директор с мая 2018 года; в Thomson Semiconducteurs с 1986 года[7].

## Деятельность
Продукция STMicroelectronics включает электронику для автомобильной промышленности, транзисторы, аналоговые и промышленные микросхемы, различные микроконтроллеры и микропроцессоры, микросхемы памяти EEPROM, интегральные схемы специального назначения. Производственные мощности насчитывают 14 заводов во Франции (Кроль, Руссе, Тур и Рен), Италии (Аграте-Брианца, Катания и Марчанизе), Швеции (Норрчёпинг), Мальте (Киркоп), Марокко (Бускура), Сингапуре, Малайзии (Муар), Китае (Шэньчжэнь) и Малайзии (Каламба); около четверти продукции выпускают сторонние контрактные производители. Основными покупателями продукции компании являются Apple (16,8 % выручки), Bosch, Continental AG, HP Inc., Huawei, Mobileye, Samsung, SpaceX, Tesla и Vitesco Technologies.
Выручка группы за 2022 год составила 16,13 млрд долларов, её распределение по регионам: Европа, Ближний Восток и Африка — 22 %, Америка — 14 %, Азиатско-Тихоокеанский регион — 63 %.
По состоянию на 2022 год в компании работало 51,4 тысяч человек, из них по 12 тысяч в Италии и Франции, 20 тысяч в Азии, 5,6 тысяч в Средиземноморском регионе (Мальта, Марокко, Тунис). 33,7 тысяч сотрудников было занято в производстве, 9 тысяч — в научно-исследовательских разработках.
Подразделения по состоянию на 2022 год:
- Automotive and Discrete Group — разработка и производство специализированных автомобильных интегральных схем и дискретных транзисторов, 37 % выручки;
- Analog, MEMS and Sensors Group — производство микроэлектромеханических систем, аналоговых микросхем, оптических датчиков и актуаторов, 30 % выручки;
- Microcontrollers and Digital ICs Group — производство микроконтроллеров, микропроцессоров, микросхем памяти, радиочастотных модулей, 32 % выручки.

В списке крупнейших публичных компаний мира Forbes Global 2000 за 2023 год STMicroelectronics заняла 509-е место.